# صوناصيد
صوناصيد (بالفرنسية: Sonasid)‏ أو (الشركة الوطنية للصلب) هي شركة متخصصة أساسا في قطاع البناء والتشييد. وتعد قائد الصلب في السوق المغربي. يقع مقرها في الدار البيضاء وتعود ملكيتها للشركة الوطنية للاستثمار.

## التاريخ
أنشأت الشركة من طرف الدولة المغربية في 1974 برأسمال قدره 40 مليون درهم لتلبية احتياجات السوق الوطنية من الفولاذ. وقررت الدولة عام 1997 إجراء خصخصة للشركة عندما تم الاستحواذ عليها من قبل مجموعة أونا، حيث أن 63 في المائة من رأس مالها كان محتكرا من قبل الشركة الوطنية للاستثمار، والباقي كان يتداول في البورصة. وهذا التغيير كان نقطة بارزة في مسار الشركة. حيث أدت هذه الخصخصة إلى تغيير ثقافة وقيم المؤسسة. كما تميزت نفس السنة ببدء شركة لونجوميتال في الدار البيضاء المتخصصة في إنتاج الدعامات الصناعية.
في عام 2002, تم تنفيذ مهمة إعادة هيكلة الشركة بما فيه ذلك إحداث قسم جديد للدرفلة في الجرف الأصفر، وذلك من أجل دعم مماثله في الناظور الذي بدأ في عام 1984، التي بدوره يندرج ضمن برامج التحديث الرامية إلى تحسين قدرتها على الإنتاج.
وفي 2006 قامت شركة آرسيلور ميتال بزيادة مشاركتها في صوناصيد.

## الملكية
- 64.86 % الشركة الوطنية للاستثمار (مقسمة ما بين آرسيلورـ ميتال والشركة الوطنية للاستثمار).
- 19.62 % مختلفة ومتداولة علنا ً.
- 10.02 % صندوق الإيداع والتدبير.
- 3.52 % : صندوق التقاعد المغربي.
- 0.82 % : تأمين الوفاء.
- 0.67 % : MCMA.
- 0.27 % : التجاري وفا بنك.
- 0.23 % : مامدا.

المصدر :

## وصلات خارجية
- الموقع الرسمي